# 1919年世界大賽

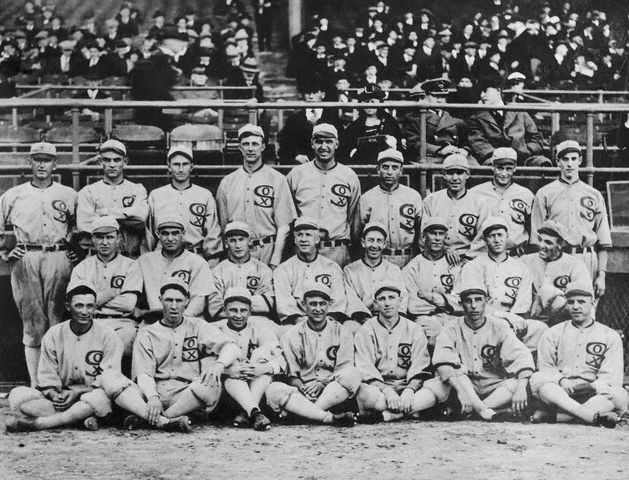
1919年芝加哥白襪隊相片

1919年世界大賽是由代表美國聯盟（簡稱「美聯」）的芝加哥白襪與代表國家聯盟（簡稱「國聯」）的辛辛那提紅人之間所進行的系列戰。由於第一次世界大戰後群眾對棒球的熱情與日俱增，所以大聯盟決定這一屆的世界大賽將採用九戰五勝制。八名白襪隊的成員被指控與賭客共謀打假球，這就是惡名昭彰的「黑襪醜聞」，也是美國職棒史上最黑暗的一頁，當時芝加哥白襪的幾名成員與據稱由阿諾·羅斯汀指揮的賭徒一起密謀故意輸掉這場世界大賽。黑襪醜聞使八名白襪隊球員被判以終身禁賽的處分，並進而催生大聯盟的執行長制度（第一任執行長為大法官）以及更加嚴格禁止涉及賭博的規定。當時的參賽隊伍總教練與賽場裁判分別為（紅人總教練）、（白襪總教練），以及（國聯裁判）、（美聯裁判）、（國聯裁判）、（美聯裁判）。

## 大陰謀
這項陰謀是由芝加哥白襪隊一壘手「小雞」與他熟識的一名職業賭徒所共謀的。在1919年的大聯盟球季，白襪隊的表現是史上最佳，也順利地贏得美國聯盟的冠軍。球迷甚至組頭（Bookmaker）均認為白襪隊也能夠輕易地擊敗辛辛那提紅人獲得世界大賽冠軍。在當時，棒球賭博相當盛行，而且在季賽期間流傳著許多關於操控比賽的謠言，不過多半都被球團老闆以及有關當局所忽略。
找了七位隊友，基於貪婪以及對小氣的球團老闆的反感，他們一起研究出操控比賽的方法。先發投手艾迪·席考特（Eddie Cicotte）與「左撇子」、外野手「赤腳喬」喬·傑克森（"Shoeless" Joe Jackson）與「黑皮」、以及內野手「瑞典仔」與是其中六個，而「巴克」雖然拒絕了，但是因為知情不報，也受到了終身禁賽的處分。和兩名同夥、，可能是因為資金不足，所以找上了有錢的紐約賭客出錢賄賂球員。承諾要給球員十萬美元。
在世界大賽於10月1日開打之前，賭博界之間就開始流傳比賽可能有問題的謠言，大量下注紅人隊獲勝的賭金也讓紅人隊的賠率很快地下降。這些流言也傳到一些記者的耳朵裡，所以有一些人，包括《芝加哥使者與稽查員報》（Chicago Herald and Examiner）的體育作家Hugh Fullerton與前職棒球員現任教練的克里斯提·馬修森（他生涯最後短暫效力於紅人隊），他們決定一起紀錄與比較有問題的舉動（投球、打擊與防守）與球員。
到底傑克森是否有涉入放水也是充滿爭議，因為單純就系列賽表現來看，他毫無疑問的是全白襪隊、甚至包含紅人隊的兩隊野手之中，打擊表現最出色的人。傑克森本人至死都對外宣稱他是無罪的，他甚至在遺言中提到：「我現在就要去最偉大的裁判面前，他知道我是無罪的。(I am going to meet the greatest umpire of all — and He knows I am innocent.)」。他本次世界大賽中的安打（12，追平了當時的大聯盟紀錄，一直到1968和1986年才兩次被布羅克和Marty Barrett超越，而後兩個人也都輸掉了該次世界大賽）、打擊率（0.375）、打點（6）、全壘打（1）、壘打數（18）以及上壘次數（13）這幾項數據全都是隊上第一名，在系列賽的打擊三圍是0.375/0.394/0.563，和他在同年度例行賽0.351/0.422/0.506的成績不相上下。守備方面他助殺五名跑壘員，在三十次的外野守備機會裡也沒有任何的失誤。他在白襪隊輸的那五場比賽裡只得到一分打點，就是他在第八戰所擊出的那支陽春全壘打（也是整個系列賽兩隊打出的唯一一支全壘打），在這五場比賽他的打擊三圍是0.286/0.286/0.571，稍低於個人平均但也不是太顯著的落差，而且即使是這幾場的打擊數據也在大部分沒有放水的隊友之上。比較大的疑點是，紅人隊在系列戰中擊出了三支落在中左外野方向的三壘安打以及一支左外野方向的三壘安打，遠超出一般能在傑克森（左外野方向的三壘安打本來就已經比較稀少，而且一般認為他是個防守能力很強的球員）防區所能出現的數量。
有一球特別引起注意。在第四戰的第五局，紅人隊二壘上有一名跑者，這時打者又打出一支左外野一壘安打，傑克森擋下這球後直傳本壘。目擊者的報告認為這一球要不是投手席考特（有參與放水）把這球攔下來，應該可以讓跑者在本壘出局。跑者得分，白襪隊也以0比2輸球。James C. Hamilton（1919年世界大賽的紀錄員）在傑克森與的民事訴訟中宣誓作證說，這記傳球沒有放水，是席考特跳起來把球攔下並掉球，所以紀錄為一次失誤。Chick Gandil（另一個放水球員）在自傳中承認，是他大聲地叫席考特把這球攔下來。
另一個在《八人出局》（Eight Men Out）一書中所提出的論點提到，因為傑克森是文盲，他根本不了解這件事的嚴重性，而且他是在威脅他和他的家人後才同意涉入。最後法院的認定是傑克森拿了錢，並在隨後的審判中認罪，但實際上他因為沒錢請律師，最後是由白襪隊提供的律師Alfred Austrian為他辯護，而很顯然的兩方有絕對的利益衝突，所以Austrian多次試圖讓傑克森簽署或說出對自己不利的證詞。

## 總結
國聯 辛辛那提紅人（5）- 美聯 芝加哥白襪（3）
| 場次 | 比數            | 日期    | 地點          | 觀眾   |
| ---- | --------------- | ------- | ------------- | ------ |
| 1    | 白襪 1，紅人 9  | 10月1日 | Redland Field | 30,511 |
| 2    | 白襪 2，紅人 4  | 10月2日 | Redland Field | 26,690 |
| 3    | 紅人 0，白襪 3  | 10月3日 | Comiskey Park | 29,126 |
| 4    | 紅人 2，白襪 0  | 10月4日 | Comiskey Park | 34,363 |
| 5    | 紅人 5，白襪 0  | 10月6日 | Comiskey Park | 34,379 |
| 6    | 白襪 5，紅人 4  | 10月7日 | Redland Field | 32,006 |
| 7    | 白襪 4，紅人 1  | 10月8日 | Redland Field | 13,923 |
| 8    | 紅人 10，白襪 5 | 10月9日 | Comiskey Park | 32,930 |

## 逐場結果

### 第一戰：10月1日
第一戰於當日下午三點於紅人隊的主場Redland Field（現在叫Crosley Field）舉行，由擔任白襪隊的先發投手，他在一局上沒能得分。在一局下，他投出的第二球擊中了紅人隊首名打者的背部，這記觸身球就是與事先約定好同意打假球的暗號。除此之外，由於參與放水的球員的優異防守表現（他們也怕太早搞鬼會露出馬腳），使得比賽一開始形成拉鋸戰。然而，到了第四局，讓對方連續擊出安打，包括對方投手在兩出局後所擊出的一支三壘安打，使得紅人隊一口氣得到5分，打破了1比1的僵局。雖然馬上被換下場，但是傷害已經造成，最後紅人隊以9比1獲勝。
當晚，事情開始有點不對勁。只有有拿到錢，他很聰明地先拿走他的那一份（一萬美元），其他球員都沒拿到。與和的中間人（前任拳擊世界冠軍）碰頭，不過他並未交付尾款兩萬美元，而是打算將這筆錢下注到下一場比賽中。第二天早上，找上想要拿到錢，不過還是未能如願。
| 球隊                                 | 1 | 2 | 3 | 4 | 5 | 6 | 7 | 8 | 9 | R | H  | E |
| ------------------------------------ | - | - | - | - | - | - | - | - | - | - | -- | - |
| 芝加哥白襪                           | 0 | 1 | 0 | 0 | 0 | 0 | 0 | 0 | 0 | 1 | 6  | 1 |
| 辛辛那提紅人                         | 1 | 0 | 0 | 5 | 0 | 0 | 2 | 1 | x | 9 | 14 | 1 |
| 勝投：（1W） 敗投：艾迪·席考特（1L） |   |   |   |   |   |   |   |   |   |   |    |   |

### 第二戰：10月2日
雖然沒拿到錢，球員還是同意繼續打假球。「左撇子」，第二戰的先發投手，不打算做得像那麼明顯。一開始他投得有點抖，不過馬上回穩，直到第四局。在第四局他保送了三名打者，也同樣地丟了3分，然後馬上又恢復正常，沒讓對手攻勢串聯，也只再多丟1分。不過由於白襪隊攻勢不連貫，特別是這個幕後黑手在從中作梗，所以最後白襪隊以2比4敗戰。仍然不打算付錢，不過想辦法弄到一萬美元，拿給，讓他分給參與放水的球員。白襪隊回到主場Comiskey Park準備進行第三戰。
| 球隊                      | 1 | 2 | 3 | 4 | 5 | 6 | 7 | 8 | 9 | R | H  | E |
| ------------------------- | - | - | - | - | - | - | - | - | - | - | -- | - |
| 芝加哥白襪                | 0 | 0 | 0 | 0 | 0 | 0 | 2 | 0 | 0 | 2 | 10 | 1 |
| 辛辛那提紅人              | 0 | 0 | 0 | 3 | 0 | 1 | 0 | 0 | x | 4 | 4  | 2 |
| 勝投：（1W） 敗投：（1L） |   |   |   |   |   |   |   |   |   |   |    |   |

### 第三戰：10月3日
白襪隊第三戰的先發投手，並未參與放水。原本的計劃是討厭的共謀者打算搞鬼讓比賽輸掉。不過由於眾人間意見分歧，讓這個計劃可能會失敗。然而，仍然相信會放水，所以全力籌措賭金下注紅人隊獲勝。這個決定最後讓他破產，因為白襪隊一開始就得分，連自己都拿了2分。而的表現更是精彩，他只讓紅人隊擊出三支安打，最後以3比0完封勝。
| 球隊                      | 1 | 2 | 3 | 4 | 5 | 6 | 7 | 8 | 9 | R | H | E |
| ------------------------- | - | - | - | - | - | - | - | - | - | - | - | - |
| 辛辛那提紅人              | 0 | 0 | 0 | 0 | 0 | 0 | 0 | 0 | 0 | 0 | 3 | 1 |
| 芝加哥白襪                | 0 | 2 | 0 | 1 | 0 | 0 | 0 | 0 | x | 3 | 7 | 0 |
| 勝投：（1W） 敗投：（1L） |   |   |   |   |   |   |   |   |   |   |   |   |

### 第四戰：10月4日
再度擔任白襪隊此戰的先發投手，他決定不要表現得像第一戰看起來那麼糟糕。前四局他和紅人隊投手彼此都讓對方掛零。到了五局上一出局之後，接到一記緩慢的滾地球，暴傳一壘讓打者站上二壘。接下來又讓打者擊出一記中間方向的一壘安打，在將球回傳本壘時，把球攔截下來（cut off），打算續傳本壘時假裝掉球，使得原本在二壘上的跑者得分。他又讓下一名打者擊出二壘安打，再丟1分，使得白襪隊以0比2落後。2分的差距對來說就夠了，他只讓對手擊出三支安打，2比0完封勝。紅人隊也以3勝1敗暫時領先白襪隊。
比賽結束後，給了球員兩萬美元，將它平分給、與（下一戰的先發投手）。
| 球隊                                 | 1 | 2 | 3 | 4 | 5 | 6 | 7 | 8 | 9 | R | H | E |
| ------------------------------------ | - | - | - | - | - | - | - | - | - | - | - | - |
| 辛辛那提紅人                         | 0 | 0 | 0 | 0 | 2 | 0 | 0 | 0 | 0 | 2 | 5 | 2 |
| 芝加哥白襪                           | 0 | 0 | 0 | 0 | 0 | 0 | 0 | 0 | 0 | 0 | 3 | 2 |
| 勝投：（1W） 敗投：艾迪·席考特（2L） |   |   |   |   |   |   |   |   |   |   |   |   |

### 第五戰：10月6日
第五戰因雨順延一天。總算開打後兩邊的投手與紅人隊的表現都很優秀。在第六局以前彼此都讓對方球員至多攻上一壘。不過擊出了一支突然在、落地的高飛球，暴傳，讓敵隊投手安全地站上三壘。下一棒是第一棒，擊出了一支越過縮小防守圈的內野的安打，讓得分。接著，被保送。下一棒擊出一支二壘安打（有人懷疑是的問題守備讓它變成安打）有2分打點，隨後也回來得分。這4分的領先讓投起來更得心應手。最後由紅人隊獲勝，再贏一場就可以獲得世界大賽的獎盃了。
| 球隊                      | 1 | 2 | 3 | 4 | 5 | 6 | 7 | 8 | 9 | R | H | E |
| ------------------------- | - | - | - | - | - | - | - | - | - | - | - | - |
| 辛辛那提紅人              | 0 | 0 | 0 | 0 | 0 | 4 | 0 | 0 | 1 | 5 | 4 | 0 |
| 芝加哥白襪                | 0 | 0 | 0 | 0 | 0 | 0 | 0 | 0 | 0 | 0 | 3 | 3 |
| 勝投：（1W） 敗投：（2L） |   |   |   |   |   |   |   |   |   |   |   |   |

### 第六戰：10月7日
第六戰回到了辛辛那提，而白襪隊的先發投手不像第三戰那樣地主宰比賽，加上白襪隊出現了三次失誤，使得紅人隊早早就以4比0領先。白襪隊努力反擊，在第六局追平比數，直到進入延長賽。10局上，將送回來得分。10局下，投完最後半局。終場白襪隊以5比4獲勝，和白襪隊都獲得了第二勝。
| 球隊         | 1 | 2 | 3 | 4 | 5 | 6 | 7 | 8 | 9 | 10 | R | H  | E |
| ------------ | - | - | - | - | - | - | - | - | - | -- | - | -- | - |
| 芝加哥白襪   | 0 | 0 | 0 | 0 | 1 | 3 | 0 | 0 | 0 | 1  | 5 | 10 | 3 |
| 辛辛那提紅人 | 0 | 0 | 2 | 2 | 0 | 0 | 0 | 0 | 0 | 0  | 4 | 11 | 0 |

### 第七戰：10月8日
儘管有許多關於先前表現的流言，白襪隊教練仍然信任他的王牌，讓他在第七戰先發。這次這名蝴蝶球投手沒讓他的教練失望。白襪隊很早就得分，而且這次失誤較多的是紅人隊。紅人隊只在第六局有短暫的攻勢，最後以1比4輸球。突然間兩隊的差距又拉近了（4勝對3勝）。
和不可能不注意到這一點，他們也開始擔心起來。在系列戰開始之前，普遍認為白襪隊實力較強，若說白襪隊接下來二連勝也很少有人會懷疑這點（如果他們真心想要贏球的話）。太聰明沒有下注在單一一場比賽，而是下注一大筆錢押紅人隊贏得世界大賽。第八戰的前一晚，的一名手下跑去拜訪白襪隊預定先發的投手，前者讓後者相信，如果他沒在第一局就搞砸比賽的話，他和他老婆的下場會很悽慘。
| 球隊                                     | 1 | 2 | 3 | 4 | 5 | 6 | 7 | 8 | 9 | R | H  | E |
| ---------------------------------------- | - | - | - | - | - | - | - | - | - | - | -- | - |
| 芝加哥白襪                               | 1 | 0 | 1 | 0 | 2 | 0 | 0 | 0 | 0 | 4 | 10 | 1 |
| 辛辛那提紅人                             | 0 | 0 | 0 | 0 | 0 | 1 | 0 | 0 | 0 | 1 | 7  | 4 |
| 勝投：艾迪·席考特（1W2L） 敗投：（1W1L） |   |   |   |   |   |   |   |   |   |   |    |   |

### 第八戰：10月9日
不管被告知了什麼，都讓他印象深刻。一局上，他只敢投普通的快速直球，一出局後接連被擊出四支安打，丟了3分。教練趕快換上中繼投手，後者再讓所遺留的一名跑壘員得分。此後仍無法有效地壓制紅人隊的打擊，雖然白襪隊在八局下大爆發，不過最後紅人隊還是以10比5獲勝，也以5勝3敗贏得了世界大賽。系列賽結束之後，打假球的傳聞也開始在全國流傳。
| 球隊                      | 1 | 2 | 3 | 4 | 5 | 6 | 7 | 8 | 9 | R  | H  | E |
| ------------------------- | - | - | - | - | - | - | - | - | - | -- | -- | - |
| 辛辛那提紅人              | 4 | 1 | 0 | 0 | 1 | 3 | 0 | 1 | 0 | 10 | 16 | 2 |
| 芝加哥白襪                | 0 | 0 | 1 | 0 | 0 | 0 | 0 | 4 | 0 | 5  | 10 | 1 |
| 勝投：（2W） 敗投：（3L） |   |   |   |   |   |   |   |   |   |    |    |   |
| 全壘打：（3下，1分）      |   |   |   |   |   |   |   |   |   |    |    |   |

## 特殊表現

### 辛辛那提紅人
- 「滑頭」（外野手）：打擊率0.357（10/28）、得3分、2支二壘安打、1支三壘安打、4分打點。
- （投手）：2場先發、2場完投（1場完封）、2場勝投、投18局、被打13支安打、4分自責分、2次保送、15次三振、防禦率2.00。

### 芝加哥白襪
- 「赤腳喬」（外野手）：打擊率0.375（12/32）、得點圈有人打擊率0.417（5/12）、得5分、3支二壘安打、1支全壘打、6分打點。
- （捕手）：打擊率0.304（7/23）、得點圈有人打擊率0.667（2/3）、得1分、2分打點。
- （三壘手）：打擊率0.324（11/34）、得點圈有人打擊率0.200（1/5）、得4分、4支二壘安打、1支三壘安打。
- （投手）：2場先發、2場完投（1場完封）、2場勝投、投19局、被打14支安打、3分自責分、3次保送、6次三振、防禦率1.42。

## 餘波盪漾
在1920年球季，許多謠言尾隨著球團，當時白襪隊正和克里夫蘭印地安人爭奪美聯冠軍，這些流言也影響了其他球隊的球員。最後，大陪審團在1920年9月展開調查。
在調查期間，兩名球員，與，認罪。老闆也讓還在大聯盟出賽的七名白襪球員暫停出賽（已經離隊，當時在一些半職業性的比賽中登場）。這項舉動大大影響球隊的戰力，最後白襪隊只拿到第二，跟印地安人隊有兩場勝差。在大審之前，伊利诺伊州庫克郡地方法院遺失了一些關鍵證據，包括與簽名的自白書，隨後他們也馬上翻供。這些球員後來就被赦免了。幾些年後，遺失的簽名自白書出現在律師的財產中。
大聯盟則沒有那麼寬大。由於這件事對體育賽事名聲的傷害，讓球團老闆們邀請大法官擔任第一任大聯盟執行長。他上任的第一件事就是宣佈：
不管陪審團裁定沒有球員打假球以及沒有球員試圖或承諾放水，這些騙子以及知情不報的人均將不得參與任何一場職業比賽。
基於這項聲明，這八位球員全數受到終身禁賽的處分。

### 禁賽球員名單
- 「赤腳喬」，明星外野手。在系列戰中表現傑出的球員之一，他承認有拿賭客的錢。（提到一則故事，一個淚眼汪汪的小男孩站在法院的台階前，哭喊：「說你沒有，喬！」不過這個故事幾乎確定是杜撰的。）隨後他翻了供，並持續地抗議、宣稱無罪。只是一直到他1951年過世之前都沒有什麼用。
- ，投手。他承認收了賭客的錢。在1919年世界大賽的第一戰，他投出的第二球擊中了紅人隊首名打者的背部，這記觸身球就是與賭客事先約定好球員同意打假球的暗號。
- 「黑皮」，中堅手。
- 「左撇子」，投手。在這個系列戰的成績是0勝3敗，防禦率6.63。
- 「小雞」，一壘手，也是帶頭放水的球員。1920年他並未在大聯盟打球，而是在一些半職業性的比賽中出賽。1956年，他表示對於這個放水事件感到後悔。他也宣稱他們在比賽放水的流言出現之後就趕快收手，不過並未把錢退還。
- ，萬用內野手。一開始本來沒找他，是因為他聽到涉案球員間的談話，威脅說不讓他加入就要去舉報。
- 「瑞典仔」，游擊手。他是 的幫手。
- 「巴克」，三壘手。他被找來參加第一次會議，隨後馬上退出。雖然沒有打假球，但是知情不報。執行長基於此也將他終身禁賽，宣示「和騙子與賭客有關的人，不要期待會受到寬待」（Men associating with crooks and gamblers could expect no leniency）。和一樣，他向之後的每一任執行長抗議，宣稱自己是無罪的，不過也沒什麼用。他死於1956年。

## 「黑襪」名稱的來源
雖然許多人認為「黑襪」這個名字是來自這個事件，不過這個名詞可能早在這個醜聞之前就已經存在了。有些小故事（可能是杜撰的）提到，由於吝嗇的球團老闆拒絕支付球衣的洗衣費，堅持球員應該自費。球員也堅決反對，因此在之後的比賽裡，白襪隊的白色綿質球衣越來越髒，沾滿了汗水、塵土、和其他污穢物，最後「白襪」就變成了「黑襪」。另一方面，在的書《八人出局》（Eight Men Out）中則沒有提出如此的關聯。雖然在前面章節有提到骯髒的球衣，不過「黑襪」這個詞只有用來稱呼這件醜聞。

## 延伸閱讀
- 棒球
- 棒球史
- 《夢幻成真》（Field of Dreams），由凯文·科斯特纳於1989年所主演的電影，获得奥斯卡最佳影片、改编剧本和配乐三项提名。

## 註解
1. ↑  . Retrosheet.   [September 13, 2009]. （原始内容存档于2015-09-24）.
2. ↑  . Retrosheet.   [September 13, 2009]. （原始内容存档于2015-09-24）.
3. ↑  . Retrosheet.   [September 13, 2009]. （原始内容存档于2015-09-24）.
4. ↑  . Retrosheet.   [September 13, 2009]. （原始内容存档于2015-09-24）.
5. ↑  . Retrosheet.   [September 13, 2009]. （原始内容存档于2015-09-24）.
6. ↑  . Retrosheet.   [September 13, 2009]. （原始内容存档于2015-09-24）.
7. ↑  . Retrosheet.   [September 13, 2009]. （原始内容存档于2015-09-24）.
8. ↑  . Retrosheet.   [September 13, 2009]. （原始内容存档于2015-09-24）.

## 外部連結
- 紅人隊史
- Baseball Reference網站上關於1919年世界大賽的頁面（页面存档备份，存于）
- MLB官網上關於1919年世界大賽的頁面（页面存档备份，存于）
- Baseball Almanac網站上關於1919年世界大賽與黑襪事件的頁面（页面存档备份，存于）
- 芝加哥歷史學會網站上關於黑襪事件的頁面
- 黑襪鏈結（页面存档备份，存于）
- Arnold Rothstein與黑襪事件（页面存档备份，存于）
- 黑襪球迷的棒球卡收藏